# Sally Struthers

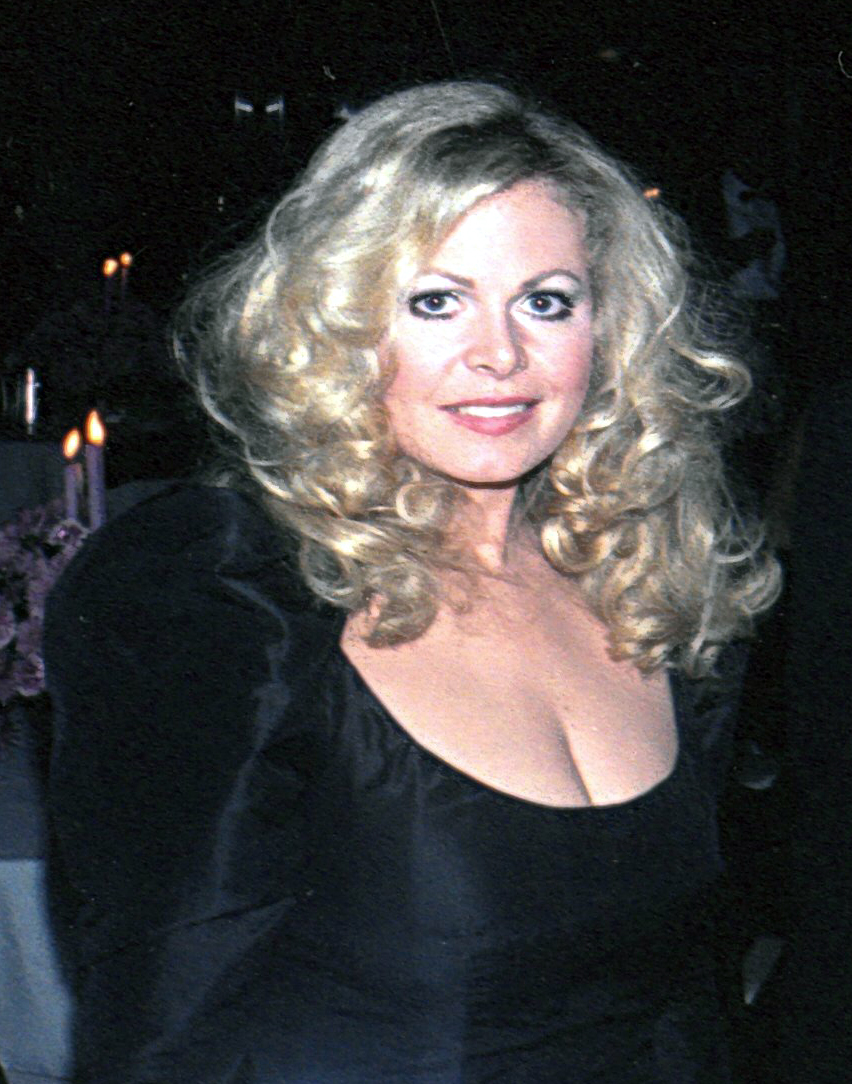
Sally Struthers 1981

Sally Ann Struthers (* 28. Juli 1948 in Portland, Oregon) ist eine US-amerikanische Schauspielerin.

## Leben
Sally Struthers begann ihre Schauspielkarriere 1970 im Alter von 22 Jahren, mit Nebenrollen in der Komödie The Phynx und dem Filmdrama Five Easy Pieces an der Seite von Jack Nicholson. Ein Jahr später wurde sie für die Rolle der Gloria Bunker-Stivic in der in den Vereinigten Staaten bekannten Sitcom All in the Family gecastet, dem amerikanischen Pendant zu Ein Herz und eine Seele, in der sie insgesamt sieben Jahre spielte. In dieser Zeit hatte sie auch einen Auftritt in Sam Peckinpahs Film Getaway (1972). Später spielte sie insbesondere in vielen Fernsehfilmen und Fernsehserien, die im deutschsprachigen Raum eher unbekannt sind. 
2000 wurde sie auch den deutschsprachigen Zuschauern bekannt, als sie in der Serie Gilmore Girls die Rolle der Babette Dell, Lorelais geselliger Nachbarin, übernahm. 2016 war sie auch in der Fortsetzung Gilmore Girls: Ein neues Jahr zu sehen. Ihr Schaffen umfasst mehr als 60 Film- und Fernsehproduktionen.

## Filmografie (Auswahl)

### Filme
- 1970: Five Easy Pieces – Ein Mann sucht sich selbst (Five Easy Pieces)
- 1970: The Phynx
- 1972: Getaway (The Getaway)
- 1976: Die großen Houdinis (The Great Houdini, Fernsehfilm)
- 1981: Mord aus Angst (A Gun in the House)
- 1985: Alice im Wunderland (Alice in Wonderland, Miniserie)
- 1989: Tödliche Stille (A Deadly Silence, Fernsehfilm)
- 1992: Ich will meine Kinder zurück! (In the Best Interest of the Children, Fernsehfilm)
- 1997: Teen-Spirit 2000 (The Others)
- 2018: Christmas Harmony

### Fernsehserien
- 1971: Der Chef (Ironside, Folge 4x20 Mord unter Blumenkindern)
- 1971: Eddies Vater (The Courtship of Eddie’s Father, Folge 3x13)
- 1971–1978: All in the Family (165 Folgen)
- 1979–1982: Archie Bunker's Place (5 Folgen)
- 1982–1983: Gloria (22 Folgen)
- 1986–1988: 9 To 5 (52 Folgen)
- 1990: Mord ist ihr Hobby (Murder, She Wrote, Folge 7x06 Blinde Eifersucht)
- 1990–1991: Käpt’n Balu und seine tollkühne Crew (TaleSpin, 49 Folgen, Stimme)
- 1991–1994: Die Dinos (Dinosaurs, 63 Folgen, Stimme)
- 2000–2007: Gilmore Girls (52 Folgen)
- 2002: General Hospital (6 Folgen)
- 2003: Sabrina – Total Verhext! (Sabrina, the Teenage Witch, Folge 7x10)
- 2003: Lady Cops – Knallhart weiblich (The Division, Folge 3x03)
- 2003–2006: Still Standing (10 Folgen)
- 2007: Betsy's Kindergarten Adventures (2 Folgen, Stimme)
- 2011: American Dad (Folge 7x03 Von Mund nach Schnauze, Stimme)
- 2016: Gilmore Girls: Ein neues Jahr (Gilmore Girls: A Year in the Life, Miniserie, 2 Folgen)
- seit 2023: Not Quite Narwhal (Webserie)
- 2024: Undercover im Seniorenheim (A Man on the Inside, 8 Folgen)